# The Sham Mirrors
The Sham Mirrors – trzeci album norweskiego zespołu Arcturus. Tytuł utworu "For to End Yet Again" został zaczerpnięty z książki Samuela Becketta o tym samym tytule. Album dotarł do 39. miejsca na fińskiej liście sprzedaży.

## Lista utworów
| Nr | Tytuł utworu           | Długość |
| -- | ---------------------- | ------- |
| 1. | „Kinetic”              | 5:25    |
| 2. | „Nightmare Heaven”     | 6:05    |
| 3. | „Ad Absurdum”          | 6:48    |
| 4. | „Collapse Generation”  | 4:13    |
| 5. | „Star-Crossed”         | 5:01    |
| 6. | „Radical Cut”          | 5:08    |
| 7. | „For to End Yet Again” | 10:33   |
|    |                        | 43:13   |

## Twórcy
- Kristoffer "Trickster G." Rygg - śpiew
- Steinar Sverd Johnsen - instrumenty klawiszowe
- Jan Axel "Hellhammer" Blomberg - perkusja
- Knut Magne Valle - gitara
- Dag Falang Gravem - gitara basowa
- Vegard "Ihsahn" Tveitan - śpiew ("Radical Cut")
- Mathias Eick - trąbka ("Ad Absurdum", "Collapse Generation", "Radical Cut")
- Hugh "Skoll" Mingay - gitara basowa ("Radical Cut")